# Roadrunners (The X-Files)
«Roadrunners» es el cuarto episodio de la octava temporada y el episodio 165 en general de la serie de televisión de ciencia ficción The X-Files. El episodio se emitió por primera vez en los Estados Unidos el 26 de noviembre de 2000 por la cadena Fox. «Roadrunners» es una historia del «monstruo de la semana», desconectada de la amplia mitología de la serie.  Fue escrito por Vince Gilligan y dirigido por Rod Hardy. El episodio obtuvo una calificación Nielsen de 8,3 y fue visto por 13,6 millones de hogares. El episodio recibió opiniones mixtas de los críticos de televisión.
La serie se centra en los agentes especiales del FBI Dana Scully (Gillian Anderson) y su nuevo compañero John Doggett (Robert Patrick) -siguiendo la abducción alienígena de su antiguo compañero, Fox Mulder (David Duchovny)- que trabajan en casos relacionados con lo paranormal, llamados expedientes X. En este episodio, Scully, trabajando sola, persigue un culto que adora a un organismo parecido a una babosa y cree que es la Segunda Venida de Jesucristo; pero en sus esfuerzos por salvar a un extraño herido, descubre que está por encima de sus posibilidades.
El episodio fue escrito por Gilligan para ser intencionalmente «espeluznante». Además, Gilligan quería mostrarle a la audiencia que John Doggett era una buena persona y un aliado de Scully. La criatura parásita que se utilizó en el episodio fue diseñada para parecerse a una babosa banana que fue creada a través de la animatrónica. Varias de las escenas eran tan horribles que el productor Paul Rabwin notó más tarde que algunos de los camarógrafos «comenzaron a perder los estribos» durante la filmación.

## Argumento
En el desierto cerca de Sugarville, Utah, un autoestopista toma un autobús que pasa y que pronto se detiene sin explicación. El autoestopista observa a un hombre con muletas salir del autobús, acompañado por los otros pasajeros. Siguiéndolos, los ve apedrear al hombre hasta la muerte. Más tarde rodean al autoestopista mientras este intenta inútilmente escapar.
La agente especial del FBI Dana Scully (Gillian Anderson) va a investigar el asesinato. La víctima, un mochilero de veintidós años, muestra entonces signos de descomposición del cuerpo, normalmente asociados a la vejez. Más tarde, desde un teléfono público, le pide a su compañero, John Doggett (Robert Patrick), que revise los expedientes X para ver si hay casos que mencionen glicoproteínas. Mientras discute el caso con Doggett, el autobús pasa cerca de ella y lo sigue hasta una gasolinera en medio del desierto. Un hombre con una mano herida se entera de que ella es médico y llena el depósito de su auto con gasolina mezclada con agua. Scully regresa a la gasolinera y le dicen que el agua de la lluvia se había mezclado con la gasolina dentro de los bidones.
El encargado le dice a Scully que el Sr. Milsap es el único que tiene un teléfono que funciona, pero ella descubre que la línea está muerta. El Sr. Milsap le ofrece a Scully una habitación en la pensión local, pero Scully lo intenta en el resto de la ciudad sólo para ser ignorada por todos; están demasiado absortos en los grupos de estudio de la Biblia. Perturbada por el giro de los acontecimientos, mantiene su arma a mano. A la mañana siguiente, el Sr. Milsap le dice a Scully que hay un hombre que necesita ayuda abajo. Ella va con él y se encuentra con que el autoestopista del autobús tiene un ataque. Les aconseja que lo lleven al hospital, pero fingen que no tienen autos. Mientras examina al hombre, Scully descubre una extraña herida circular en su espalda. Mientras tanto, Doggett llama al sheriff local y se entera de que Scully no ha llegado todavía, y entonces se pone en marcha para encontrarla.
El enfermo comienza a recuperarse y Scully habla con él mientras la gente del pueblo no está. Parece no saber quién es o cómo llegó allí. Inspecciona su herida de nuevo y encuentra un bulto que se mueve a lo largo de la columna vertebral del hombre; excavando en la herida abierta, saca un trozo de un gran gusano. Scully habla con el autoestopista, cuyo nombre se revela como Hank, sobre la criatura y piensa que no puede sacarla sin matarlo. Scully va a buscar un auto pero, momentos después de salir, Hank le dice inmediatamente a la gente del pueblo lo que está haciendo y que es necesario «otro intercambio». Al mismo tiempo, Doggett llega a Utah e informa al Sheriff sobre una serie de expedientes X con heridas similares en la espalda y muerte por lapidación.
Scully es finalmente capturada por la gente del pueblo e insertan el gusano en su cuerpo. Finalmente, Doggett encuentra a Scully, le extrae el gusano y mata a la criatura. Más tarde, Scully está empacando sus cosas en el hospital cuando Doggett llega para informarle sobre el juicio a los miembros del culto; ofrecen poca defensa excepto que afirman que están siendo perseguidos por sus creencias religiosas. Scully medita que pensaron que el gusano era la Segunda Venida de Jesucristo. Se disculpa con Doggett por salir sola a la misión y promete no volver a hacerlo nunca más.

## Producción

### Escritura

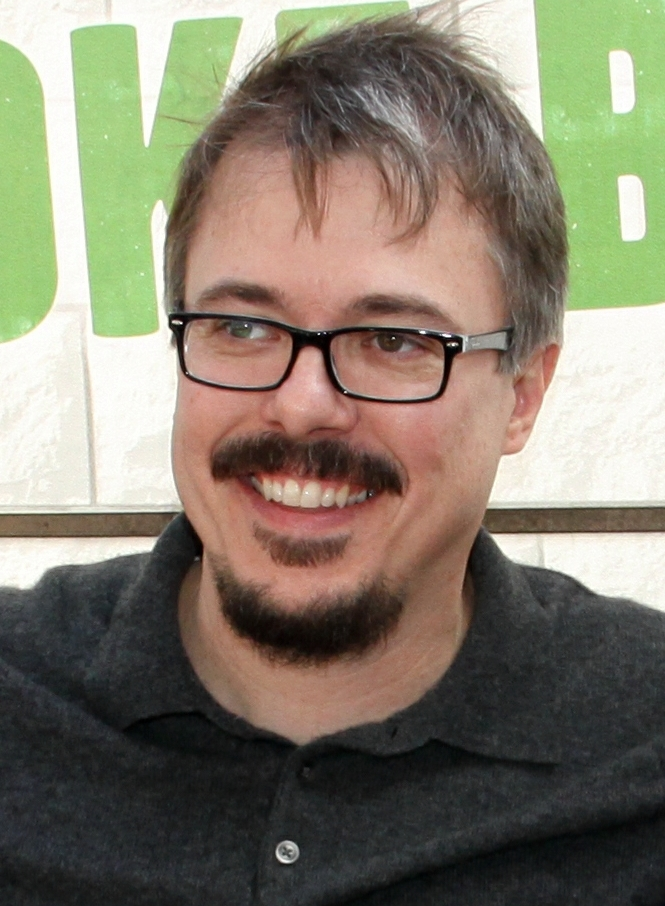
«Roadrunners», escrito por Vince Gilligan, fue descrito como «inusualmente brutal» para un guion de Gilligan.

«Roadrunners» fue escrito por Vince Gilligan y se inspiró en la película de suspenso Bad Day at Black Rock (1955). El guion, llamado «inusualmente brutal» para Gilligan (quien se había destacado por sus episodios cómicos como «Bad Blood» de la quinta temporada  y «X-Cops») fue escrito con la intención expresa para hacer, según Gilligan, «un archivo X realmente aterrador, espeluznante, que te pone debajo de la piel, literal y figurativamente». Gilligan también quería que el episodio mostrara a la audiencia que John Doggett estaba del lado de los héroes. El escritor explicó: «Quería este episodio de cazapandillas, uno que mostrara que Doggett era un buen tipo; alguien con quien se podía contar».
Muchos fanáticos no estaban contentos con la condescendencia de Doggett hacia Scully durante su disculpa. Robert Patrick, el actor que interpretó a Doggett, sin embargo, tuvo una interpretación diferente: «Toda la esencia de la escena era: “Mira, estoy aquí para ti. Te cubro las espaldas. Ahora somos socios”. Y le das a eso el peso de un infante de marina que le dice a alguien: “Saltaré sobre una granada por ti, para que puedas confiar en mí”. La idea era realmente asegurarles a los fanáticos que el programa continuaba».
Varios de los personajes del episodio recibieron nombres de personas de la vida real, entre ellos: el personaje de Hank, que recibió su nombre del hermano de la novia de Vince Gilligan; Mr. Milsap, cuyo nombre es una referencia al cantante y pianista estadounidense de música country Ronnie Milsap; y el alguacil Ciolino, que lleva el nombre del agente hipotecario de Gilligan.

### Dirección
El episodio fue dirigido por Rod Hardy, convirtiéndolo en su primer crédito para la serie. A Hardy se le ofreció el papel después de que un individuo desconocido que trabajaba en The X-Files viera su nueva versión de TBS de la película High Noon. La criatura parásita que se usó en el episodio fue creada usando animatrónica y fue diseñada para parecerse a una babosa banana. Durante la escena en la que se inserta la criatura en la espalda de Scully, el equipo de producción creó una espalda falsa de fibra de vidrio para Gillian Anderson. Para crear la ilusión de que la criatura trepaba por el cuerpo, la fibra de vidrio se colocó encima de Anderson y luego la babosa animatrónica se presionó contra la espalda falsa. Anderson luego describió la escena como «divertida de rodar», aunque también la calificó de «agotadora» porque tuvo que luchar en la cama, atada todo el tiempo, con los brazos pegados a la cabecera y las piernas pegadas a la cama. Paul Rabwin señaló más tarde que varios camarógrafos «comenzaron a perder los estribos» durante la escena.

## Recepción

### Audiencia
«Roadrunners» se emitió por primera vez en los Estados Unidos por la cadena Fox el 26 de noviembre de 2000. El episodio obtuvo una calificación Nielsen de 8,3, lo que significa que fue visto por el 8,3% de los hogares estimados de la nación. El episodio fue visto por 8,37 millones de hogares, y 13,6 millones de espectadores. El episodio se clasificó como el episodio 38 más visto durante la semana que finalizó el 26 de noviembre. Fox promocionó el episodio con el lema «Una ciudad desolada. Un culto extraño. Un ritual horrible. Y Scully puede ser la próxima víctima».

### Reseñas
«Roadrunners» recibió opiniones mixtas de los críticos. La escritora de Den of Geek, Juliette Harrisson, nombró al episodio como el «mejor episodio independiente» de la octava temporada del programa. Harrisson elogió el desarrollo de los personajes en «Roadrunners» y señaló que el episodio «reúne efectivamente [a Scully y Doggett] como socios». Robert Shearman y Lars Pearson, en su libro Wanting to Believe: A Critical Guide to The X-Files, Millennium & The Lone Gunmen, calificaron el episodio con cuatro estrellas de cinco. Los dos señalan que, «durante la primera media hora, esto funciona como una historia de terror de combustión lenta... Es la transición de la actuación de Gillian Anderson de la exasperación irónica a la paranoia absoluta... lo que hace que esto sea tan efectivo». Shearman y Pearson criticaron la reducción del papel de John Doggett al mínimo. Emily VanDerWerff de The A.V. Club otorgó al episodio una «A–» y escribió que «es un episodio dedicado a ayudarnos a superar la era Mulder». Elogió lo espeluznante del guion de Gilligan, así como la caracterización de Scully, escribiendo que a pesar de que se encuentra en una situación que está por encima de su cabeza, todavía es inteligente en sus intentos de escapar; también elogió la actuación de Anderson. Sin embargo, VanDerWerff fue más crítico con la escena final y señaló que hizo que Doggett pareciera «una especie de imbécil». Paul Spragg de Xposé escribió positivamente sobre el episodio, diciendo que presenta «historias de terror de regreso al cuerpo que habían funcionado tan bien en las primeras temporadas». Spragg agregó que «Roadrunners» está «ciertamente cerca» del aclamado episodio de la primera temporada «Ice».
No todas las críticas fueron positivas. George Avalos y Michael Liedtke del Knight Ridder Tribune escribieron que la babosa del episodio «continuaba con la excelente tradición de la serie de monstruos que nos mareaban mientras nos retorcíamos en nuestros asientos». A pesar de disfrutar la sangre y la realidad del aislamiento de Scully, los dos criticaron las motivaciones de la secta y escribieron que «no se nos dio absolutamente ninguna pista de por qué los miembros de la secta de Utah creían que la babosa representaba la Segunda Venida de Jesucristo». Los dos finalmente concluyeron que «Roadrunners» «no llegó a ser un clásico». Sarah Stegall criticó mucho el episodio, llamándolo «una mala mezcla de The Fly y The Kindred, con mucha paranoia clásica de X-Files pero sin la delicadeza que hemos visto antes». Paula Vitaris de Cinefantastique le dio al episodio una crítica demoledora y agresiva y no le otorgó ninguna estrella de cuatro. Ella se burló intensivamente de la trama, refiriéndose sarcásticamente a Doggett como un «hombre de hombres» y al parásito como una «babosa gigante de forma fálica». Además, criticó las acciones de Scully de ir a una tarea sin decírselo a su compañero. Dave Golder de SFX criticó el episodio y lo llamó un refrito del episodio de la primera temporada «Ice».